# 祥云小龙山遗址
25°27′57″N 100°32′56″E / 25.46578°N 100.54888°E
祥云小龙山遗址位于云南省大理州祥云县祥城镇华严村南部的小龙山东侧缓坡之上，是一处新石器时代遗址。

## 特点
大理州博物馆曾多次进行调查。遗址面积约1,000平方米，现可见文化层厚10－60厘米。因自然因素及长期的耕地，遗址已被严重破坏，但仍可采集到大量碎陶片，有夹砂红陶和夹砂灰陶两种，有的陶片带水波纹和刻划线纹饰。从陶片可分析出原器物为高领、敞口的平底罐。发现的陶器特点与洱海周围的新石器遗址相一致，又因此前还曾在此发现过梯形石斧类的磨光石器，故定为新石器时代遗址。